# Slănic
Slănic je jedním ze 14 měst rumunské župy Prahova. Slănic je lázeňské město, z minulosti i současnosti známé získáváním soli, jak napovídá jeho název. Pod správu města, v němž žije okolo 7 200 obyvatel, spadají vesnice Groșani s Prăjani.